# Hora Unirii
Die Hora Unirii (deutsch Tanz der Einheit) ist ein Gedicht von Vasile Alecsandri,
das zum ersten Mal 1856 im Steaua Dunării, der Zeitung von Mihail Kogălniceanu
veröffentlicht wurde. Es wird immer am 24. Januar gesungen, dem Tag, an
dem sich drei Jahre später die Moldau und die Walachei
unter der Führung von Alexandru Ioan Cuza zum Fürstentum Rumänien vereinigt haben. Die Musik
wurde von Alexandru Flechtenmacher komponiert.

## Text
| Original |  | Deutsche Übersetzung |
| --- |  | --- |

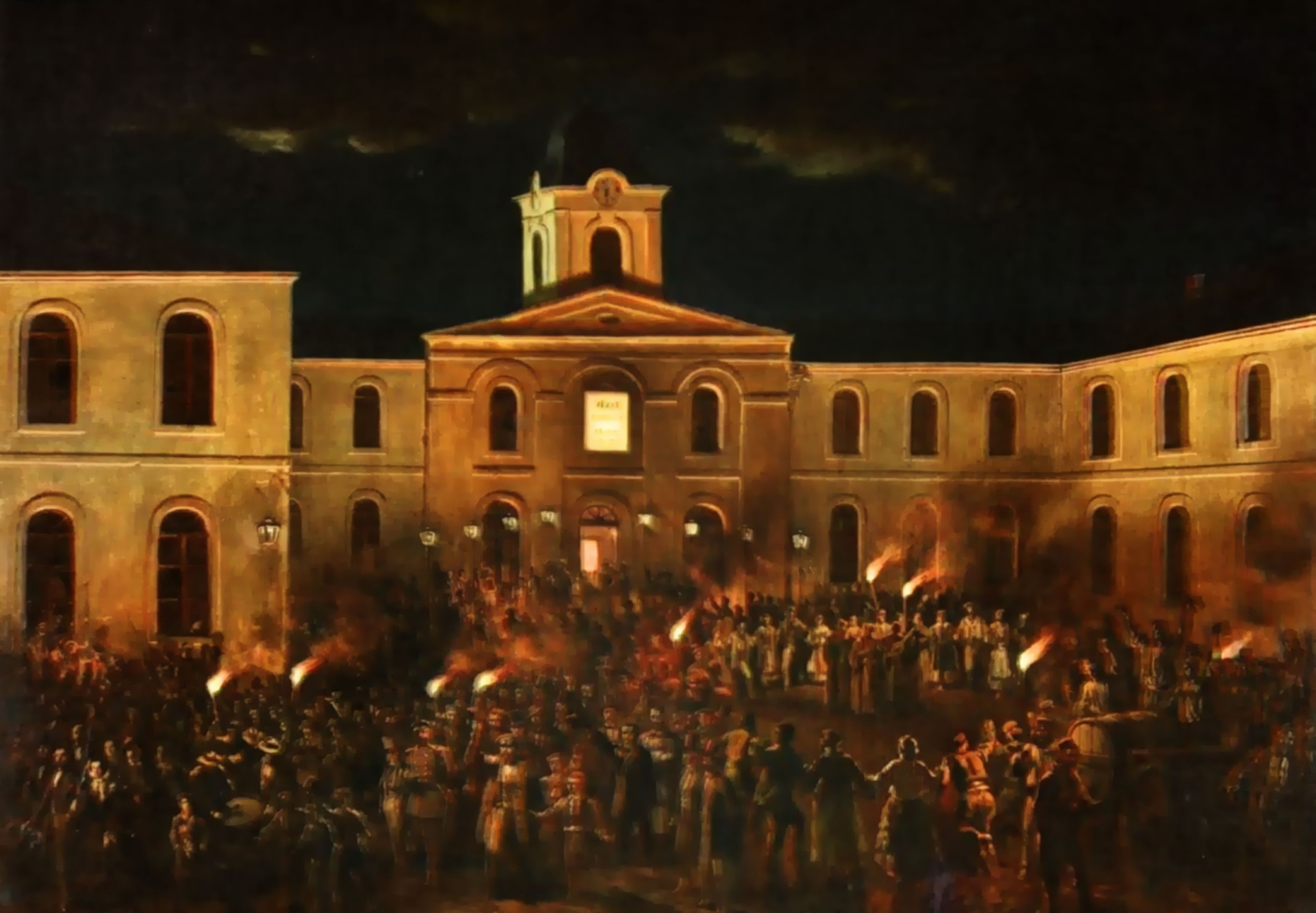
Theodor Aman - Hora Unirii in Craiova

| Hai să dăm mână cu mână Cei cu inima româna, Sa-nvârtim hora frăției Pe pământul României!                   |  | Lasst uns an den Händen fassen, Die mit dem rumänischen Herzen, Drehen wir uns im Hora der Brüderlichkeit Auf der rumänischen Erde!           |
| |  | |
| Iarba rea din holde piară! Piară dușmănia-n țară! Între noi să nu mai fie Decât flori și omenie!             |  | Möge das schlechte Gras auf dem Feld vergehen! Möge die Feindschaft im Land vergehen! Unter uns sei nicht mehr als Blumen und Menschlichkeit! |
| |  | |
| Măi muntene, măi vecine Vino să te prinzi cu mine Și la viață cu unire Și la moarte cu-nfrățire!             |  | Muntene, Nachbar, Komm, ergreife mich, Zum Leben in Einheit Und zum Tod in Brüderlichkeit!                                                    |
| |  | |
| Unde-i unul nu-i putere La nevoi și la durere Unde-s doi puterea crește Și dușmanul nu sporește!             |  | Wo einer ist, ist keine Macht Bei Not und Schmerz. Wo zwei sind, wächst die Macht Und der Feind steigt nicht auf!                             |
| |  | |
| Amândoi suntem de-o mamă De-o făptură și de-o seamă, Ca doi brazi într-o tulpină Ca doi ochi într-o lumină.  |  | Beide sind wir von einer Mutter, von einem Geschlecht und gleichaltrig, Wie zwei Tannen an einem Stamm, Wie zwei Augen in einem Licht.        |
| |  | |
| Amândoi avem un nume, Amândoi o soartă-n lume. Eu ți-s frate, tu mi-ești frate, În noi doi un suflet bate!   |  | Beide haben wir einen Namen, Beide ein Schicksal in der Welt. Ich bin dir Bruder, du bist mir Bruder, In uns zwei weht eine Seele!            |
| |  | |
| Vin' la Milcov cu grăbire Să-l secăm dintr-o sorbire, Ca să treacă drumul mare Peste-a noastre vechi hotare, |  | Komm zum Milcov mit Eile Um ihn in einem Zug auszutrocknen, Damit die große Straße Über unsere alten Grenzen führe,                           |
| |  | |
| Și să vadă sfântul soare Într-o zi de sărbătoare Hora noastră cea frățească Pe câmpia românească!            |  | Und die heilige Sonne sehe Auf einen Festtag Unser Hora der Brüderlichkeit Auf dem rumänischen Feld!                                          |